# Liste der Einträge im National Register of Historic Places im Marshall County (Alabama)
Die Liste der Registered Historic Places im Marion County führt alle Bauwerke und historischen Stätten im Marion County in Alabama auf, die in das National Register of Historic Places aufgenommen wurden.

## Aktuelle Einträge
| Lfd. Nr. | Name                                                                 | Bild | Datum der Eintragung | Adresse/Lage                                                                     | Ort          | ID-Nr.   | Beschreibung |
| -------- | -------------------------------------------------------------------- | ---- | -------------------- | -------------------------------------------------------------------------------- | ------------ | -------- | ------------ |
| 1        | Albert G.Henry Jr. House                                             |      | 13. Apr. 1989        | 308 Blount Ave.                                                                  | Guntersville | 89000291 |              |
| 2        | Albertville Depot                                                    |      | 20. Feb. 1975        | E. Main St.                                                                      | Albertville  | 75000320 |              |
| 3        | Company E of the 167th Infantry of the Alabama National Guard Armory |      | 12. Aug. 2005        | Rayburn Ave.                                                                     | Guntersville | 5000842  |              |
| 4        | Edwards Fenns Whitman House                                          |      | 26. Sep. 1997        | 200 Thomas Ave.                                                                  | Boaz         | 97001163 |              |
| 5        | Guntersville City School                                             |      | 15. Nov. 2003        | 1120 Rayburn Ave.                                                                | Guntersville | 3001135  |              |
| 6        | Guntersville Post Office Building                                    |      | 16. Aug. 2010        | 520 Gunter Ave.                                                                  | Guntersville | 10000558 |              |
| 7        | Henry-Jordan House                                                   |      | 4. Sep. 1979         | 301 Blount Ave.                                                                  | Guntersville | 79003351 |              |
| 8        | Julia Street Memorial United Methodist Church                        |      | 22. Juli 1999        | 302 Thomas Ave.                                                                  | Boaz         | 99000855 |              |
| 9        | Kate Duncan Smith Daughters of the American Revolution School        |      | 2. Okt. 2002         | 6077 Main St.                                                                    | Grant        | 02000478 |              |
| 10       | Saratoga Victory Mill                                                |      | 12. Apr. 1984        | 1821 Gunter Ave.                                                                 | Guntersville | 84000659 |              |
| 11       | Snead Junior College Historic District                               |      | 22. Apr. 1999        | 220 N. Walnut St., 308 W. Mann Ave., 201 College Ave., and 300 and 301 Elder St. | Boaz         | 99000468 |              |
| 12       | Thomas A. Snellgrove Homestead                                       |      | 23. Feb. 1996        | 5115 E. Mann Ave., 310 Mill Ave.                                                 | Boaz         | 96000167 |              |
| 13       | U.S. Post Office Albertville                                         |      | 21. Juni 1983        | 107 W. Main St.                                                                  | Albertville  | 83002980 |              |